# Austrochilus newtoni
Espèce
Austrochilus newtoni est une espèce d'araignées aranéomorphes de la famille des Austrochilidae.

## Distribution
Cette espèce est endémique du Chili. Elle se rencontre dans les régions de Los Lagos et d'Araucanie.

## Description
Le mâle holotype mesure 9,58 mm et la femelle paratype 8,50 mm.

## Systématique et taxinomie
Cette espèce a été décrite par Forster, Platnick et Gray en 1987.

## Étymologie
Cette espèce est nommée en l'honneur d'A. F. Newton.

## Publication originale
- Forster, Platnick & Gray, 1987 : « A review of the spider superfamilies Hypochiloidea and Austrochiloidea (Araneae, Araneomorphae). » Bulletin of the American Museum of Natural History, vol. 185, no 1, p. 1-116 (texte intégral).